# Gissing
Gissing är en ort och civil parish i Storbritannien.   Den ligger i grevskapet Norfolk och riksdelen England, i den sydöstra delen av landet, 130 km nordost om huvudstaden London. Gissing ligger 47 meter över havet och antalet invånare är 254.
Terrängen runt Gissing är mycket platt, och sluttar söderut. Runt Gissing är det ganska tätbefolkat, med 104 invånare per kvadratkilometer. Närmaste större samhälle är Attleborough, 14,0 km nordväst om Gissing. Trakten runt Gissing består till största delen av jordbruksmark.